# Евкратид II
Евкратид II Сотер (греч. Εὐκρατίδης Β; д/н — ок. 140 год до н. э.) — царь Греко-Бактрийской державы 145 до н. э. — 140 до н. э.

## Биография

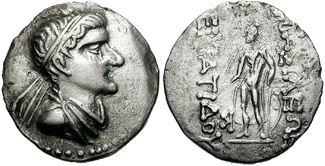
Фальшивая монета с изображением Евкратида II, возможно согдианского производства

Евкратид II происходил из династии Евкратидов. Был сыном Эвкратида I. Считается, что Евкратид II некоторое время был соправителем отца (неизвестно с какого года). В 145 году до н. е. возможно именно Евкратид Младший сверг отца, после чего стал новым царем Греко-Бактрии. Впрочем существует гипотеза, что Евкратид I был убит другим сыном — Платоном, а уже Евкратид II сверг последнего, после чего принял почетное звание «Сотер» (Спаситель). Но против этого свидетельствует упоминание античных историков, что Евкратида I сверг сын-соправитель, которым являлся Евкратид II. В результате борьбы между сторонниками отца и сына, была в значительной степени разрушена столица Греко-Бактрийского царства Евкратидия.
После восхождения на трон Евкратид II продолжил войну с Менандром I, правителем Индо-греческого царства, но без какого-либо существенного успеха. В то же время он вынужден был отражать нападения племен юэчжи. Вероятно, при этих обстоятельствах Евкратид II был свергнут его братьями Платоном или Гелиоклом I.